# Bretagne Classic Ouest–France 2023
87. ročník jednodenního cyklistického závodu Bretagne Classic Ouest–France se konal 3. září 2023 ve francouzské obci Plouay a okolí. Vítězem se stal Francouz Valentin Madouas z týmu Groupama–FDJ. Na druhém a třetím místě se umístili Francouz Mathieu Burgaudeau (Team TotalEnergies) a Rakušan Felix Großschartner (UAE Team Emirates). Závod byl součástí UCI World Tour 2023 na úrovni 1.UWT a byl třicátým prvním závodem tohoto seriálu.

## Týmy
Závodu se zúčastnilo všech 18 UCI WorldTeamů a 6 UCI ProTeamy. Týmy Israel–Premier Tech, Lotto–Dstny a Team TotalEnergies dostaly automatické pozvánky jako 3 nejlepší UCI ProTeamy sezóny 2022, další 3 týmy (Bingoal WB, Green Project–Bardiani–CSF–Faizanè a Tudor Pro Cycling Team) byly pozvány organizátory závodu, Comité des Fêtes de Plouay. Všechny týmy přijely na start se sedmi jezdci kromě týmu Team Jayco–AlUla s šesti jezdci, celkem se tak na start postavilo 167 závodníků. Do cíle v Plouay dojelo 88 z nich.
UCI WorldTeamy
- AG2R Citroën Team
- Alpecin–Deceuninck
- Arkéa–Samsic
- Astana Qazaqstan Team
- Bora–Hansgrohe
- Cofidis
- EF Education–EasyPost
- Groupama–FDJ
- Ineos Grenadiers
- Intermarché–Circus–Wanty
- Lidl–Trek
- Movistar Team
- Soudal–Quick-Step
- Team Bahrain Victorious
- Team dsm–firmenich
- Team Jayco–AlUla
- Team Jumbo–Visma
- UAE Team Emirates

UCI ProTeamy
- Bingoal WB
- Green Project–Bardiani–CSF–Faizanè
- Israel–Premier Tech
- Lotto–Dstny
- Team TotalEnergies
- Tudor Pro Cycling Team

## Výsledky
| Pořadí | Jezdec                    | Tým                | Čas        |
| ------ | ------------------------- | ------------------ | ---------- |
| 1      | Valentin Madouas (FRA)    | Groupama–FDJ       | 6h 15' 22" |
| 2      | Mathieu Burgaudeau (FRA)  | Team TotalEnergies | + 0"       |
| 3      | Felix Großschartner (AUT) | UAE Team Emirates  | + 0"       |
| 4      | Stefan Küng (SUI)         | Groupama–FDJ       | + 1"       |
| 5      | Jasper De Buyst (BEL)     | Lotto–Dstny        | + 17"      |
| 6      | Marc Hirschi (SUI)        | UAE Team Emirates  | + 17"      |
| 7      | Tiesj Benoot (BEL)        | Team Jumbo–Visma   | + 17"      |
| 8      | Frederik Wandahl (DEN)    | Bora–Hansgrohe     | + 17"      |
| 9      | Elia Viviani (ITA)        | Ineos Grenadiers   | + 35"      |
| 10     | Sandy Dujardin (FRA)      | Team TotalEnergies | + 35"      |